# Zona de Comércio Livre Continental Africana
A Zona de Comércio Livre Continental Africana (ZCLCA) ou Área de Livre Comércio Continental Africana (ALCCA) (em inglês:  African Continental Free Trade Area, AfCFTA) é uma área de livre comércio que abrange a maior parte da África. Todos os países africanos, exceto a Eritreia, assinaram o acordo-quadro da AfCFTA, tornando-na a maior área de livre comércio em número de estados membros desde a criação da Organização Mundial do Comércio e a maior em população e tamanho geográfico, abrangendo mais de 1 bilhão de pessoas no segundo maior continente do mundo.
O acordo fundador foi intermediado pela União Africana (UA) e assinado por 44 dos seus 55 estados membros em Kigali em 21 de março de 2018. A proposta deveria entrar em vigor 30 dias após a ratificação por 22 dos Estados signatários. Em 29 de abril de 2019, a República Saaraui efetuou o 22º depósito de instrumentos de ratificação, colocando o acordo em vigor a 30 de maio; entrou em sua fase operacional após uma cúpula em 7 de julho de 2019 e em vigor oficialmente em 1º de janeiro de 2021. As negociações e implementação do AfCFTA são supervisionadas por um secretariado permanente baseado em Acra.

## Antecedentes
A ideia de integração regional africana permeou o imaginário de lideranças e movimentos pós-coloniais no continente que compartilharam, de algum modo, o sonho de uma África próspera e unida e que pudesse se contrapor a vestígios do imperialismo europeu que perduravam no continente, como o racismo (como nos regimes segregacionistas da África do Sul e da Rodésia), o colonialismo (especialmente pela manutenção do domínio português sobre Angola, Moçambique e Guiné-Bissau), além das pressões externas provocadas pelas superpotências durante a Guerra Fria. Sob esse contexto que líderes de 33 países recém-independentes africanos fundaram em maio de 1963 a Organização da Unidade Africana (OUA), uma organização internacional com objetivo de incentivar a integração da África, atuar como um fórum de coordenação política que apoiasse esforços contra o colonialismo e o apartheid, e promover o desenvolvimento econômico e a cooperação entre os estados do continente.
A despeito das dificuldades econômicas e políticas das novas nações africanas, houve alguns avanços em direção à integração regional. Em abril de 1980, 50 países assinaram o Plano de Ação de Lagos da OUA, que ambicionava aumentar o desenvolvimento, a integração e a autossuficiência do continente africano em diversas áreas, bem como maximizar os recursos próprios da África e reduzir a dependência dos países ocidentais nos mais diferentes setores, como agricultura, indústria, ciência e tecnologia, energia e meio-ambiente.
Como efeito desse plano multilateral, começaram a surgir Comunidades Econômicas Regionais (CERs) em diferentes regiões do continente ao longo das décadas de 1980 e 1990. Além disso, os membros da OUA assinaram em Abuja, em 1991, um acordo que criava a Comunidade Econômica Africana (CEA), cuja meta seria alcançar um mercado comum africano a ser desenvolvido em etapas e que inicialmente incluiria a criação de uma área de livre comércio e a abolição de taxas alfandegárias, chegando eventualmente à posterior criação de um Banco Central Africano e uma união monetária. O fortalecimento das CERs, vistos como building blocks ("elementos constitutivos"), era fundamental para o desenvolvimento gradativo dessa integração e, no entanto, levou anos para se concretizar, pois cada país ou CER estabelecia suas próprias agendas de implementação de seus objetivos e, em alguns casos, havia estados que integravam duas ou até mesmo três CERs simultaneamente.
Com a dissolução da Organização da Unidade Africana em 2002, a União Africana surgiu com objetivos de acelerar a “integração econômica do continente” e “coordenar e harmonizar as políticas entre as Comunidades Económicas Regionais existentes e futuras para o alcance gradual dos objetivos da União”.

## O Acordo Continental Africano de Livre-Comércio
Durante a 18º Cúpula de Chefes de Estado e Governo da UA, realizada em Adis Abeba em janeiro de 2012, os líderes africanos concordaram em criar, até 2017, uma área de livre comércio entre os países do continente para aumentar o comércio intra-africano, a fim de se cumprir um primeiro estágio rumo a constituição de um mercado comum continental. Na reunião do ano seguinte, em 2013, houve o reforço dessa posição com o lançamento da Agenda 2063. Na cimeira de 2015 em Joanesburgo, as lideranças africanas concordaram em iniciar as negociações, que aconteceram nos três anos seguintes até a Cúpula Extraordinária sobre a Área de Livre Comércio Continental Africana (AfCFTA), realizada em Kigali entre 17 a 21 de março de 2018.
No encontro internacional na capital ruandesa, foram assinados três acordos: a Declaração de Kigali e o AfCFTA, que envolvem a criação de uma zona de livre-comércio continental, e o Protocolo sobre a Livre Circulação de Pessoas, que visa estabelecer uma zona livre de vistos dentro dos países ZCLCA e apoiar a criação do Passaporte da União Africana.
Os objetivos gerais da AfCFTA incluem criar um mercado único e liberalizado que aprofunde a integração econômica africana, desenvolver a infraestrutura regional, permitir o livre trânsito de pessoas e capitais para facilitar os investimentos e estabelecer, ao final, uma união aduaneira continental, a fim de aumentar o desenvolvimento socioeconômico, reduzir a pobreza e tornar a África mais competitiva na economia global. Para alcançar essas metas, os países membros da AfCFTA comprometem-se a eliminar progressivamente as tarifas de 90% dos bens, serviços e produtos negociados na África, dentro dos cinco anos seguintes após o acordo entrar em vigor, dependendo do nível de desenvolvimento do país ou da natureza dos produtos.
| País                      | Assinado por                                   | Texto Consolidado AfCFTA (assinatura) | Declaração de Kigali | Protocolo de Livre Circulação de Pessoas |
| ------------------------- | ---------------------------------------------- | ------------------------------------- | -------------------- | ---------------------------------------- |
| África do Sul             | Presidente Cyril Ramaphosa                     | Não                                   | Sim                  | Não                                      |
| Angola                    | Presidente João Lourenço                       | Sim                                   | Sim                  | Sim                                      |
| Argélia                   | Primeiro-ministro Ahmed Ouyahia                | Sim                                   | Sim                  | Não                                      |
| Chade                     | Presidente Idriss Déby                         | Sim                                   | Sim                  | Sim                                      |
| Comores                   | Presidente Azali Assoumani                     | Sim                                   | Sim                  | Sim                                      |
| Costa do Marfim           | Vice-presidente Daniel Kablan Duncan           | Sim                                   | Não                  | Não                                      |
| Djibuti                   | Presidente Ismaïl Omar Guelleh                 | Sim                                   | Sim                  | Não                                      |
| Essuatíni                 | Primeiro-ministro Barnabas Sibusiso Dlamini    | Sim                                   | Sim                  | Não                                      |
| Gabão                     | Presidente Ali Bongo Ondimba                   | Sim                                   | Sim                  | Sim                                      |
| Gâmbia                    | Presidente Adama Barrow                        | Sim                                   | Sim                  | Sim                                      |
| Gana                      | Presidente Nana Akufo-Addo                     | Sim                                   | Sim                  | Sim                                      |
| Guiné Equatorial          | Primeiro-ministro Francisco Pascual Obama Asue | Sim                                   | Sim                  | Sim                                      |
| Lesoto                    | Primeiro-ministro Tom Thabane                  | Não                                   | Sim                  | Sim                                      |
| Mauritânia                | Presidente Mohamed Ould Abdel Aziz             | Sim                                   | Sim                  | Sim                                      |
| Marrocos                  | Primeiro-ministro Saadeddine Othmani           | Sim                                   | Não                  | Não                                      |
| Moçambique                | Presidente Filipe Nyusi                        | Sim                                   | Sim                  | Sim                                      |
| Níger                     | Presidente Mahamadou Issoufou                  | Sim                                   | Sim                  | Sim                                      |
| Quênia                    | Presidente Uhuru Kenyatta                      | Sim                                   | Sim                  | Sim                                      |
| República Centro-Africana | Presidente Faustin-Archange Touadéra           | Sim                                   | Sim                  | Sim                                      |
| República do Congo        | Presidente Denis Sassou Nguesso                | Sim                                   | Sim                  | Sim                                      |
| Ruanda                    | Presidente Paul Kagame                         | Sim                                   | Sim                  | Sim                                      |
| Saara Ocidental           | Presidente Brahim Ghali                        | Sim                                   | Sim                  | Não                                      |
| Senegal                   | Presidente Macky Sall                          | Sim                                   | Sim                  | Sim                                      |
| Seicheles                 | Vice-presidente Vincent Meriton                | Sim                                   | Sim                  | Não                                      |
| Sudão                     | Primeiro-ministro Abdalla Hamdok               | Sim                                   | Sim                  | Sim                                      |
| Tanzânia                  | Primeiro-ministro Kassim Majaliwa              | Não                                   | Sim                  | Não                                      |
| Uganda                    | Presidente Yoweri Museveni                     | Sim                                   | Sim                  | Sim                                      |
| Zimbabwe                  | Presidente Emmerson Mnangagwa                  | Sim                                   | Sim                  | Não                                      |

## Negociações e implementação
O AfCFTA prevê um cronograma de implementação em fases, e algumas das fases futuras ainda estão em negociação. A Fase I cobre o comércio de bens e serviços. A Fase II abrange investimento, direitos de propriedade intelectual e políticas de concorrência.  A Fase III contempla com o comércio eletrônico.
Na cúpula de Kigali de 2018, foram observados parte da Fase I do acordo, que abrange a liberalização de bens e serviços, sobre protocolos comerciais, procedimentos de solução de controvérsias, cooperação aduaneira, facilitação do comércio e regras de origem. Também houve acordo para reduzir tarifas em 90% de todas as mercadorias. Cada país pode excluir 3% dos bens deste acordo. Algumas questões da Fase I que ainda precisam ser negociadas incluem o cronograma de concessões tarifárias e outros compromissos específicos.
As negociações da Fase II e III preveem que sejam iniciadas por todos os países-membros da UA e realizadas em rondas sucessivas. Em fevereiro de 2020, a Assembleia dos Chefes de Estado e de Governo da UA decidiu que a Fase III seria iniciada imediatamente após a conclusão ds negociações da Fase II, que estavam inicialmente programadas para serem concluídas em dezembro de 2020. Contudo, esse prazo foi perdido devido à pandemia de COVID-19, tendo sido estabelecido a data 31 de dezembro de 2021 como o prazo para a conclusão das negociações das Fases II e III.
Após meses de atraso por causa da pandemia de COVID-19, o AfCFTA foi lançado oficialmente, mas em grande parte simbolicamente, em 1º de janeiro de 2021.

## Filiação
Dentre os 55 países-membros da União Africana, 44 assinaram o texto consolidado do Acordo que cria a AfCFTA, 47 assinaram a Declaração de Kigali e 30 assinaram o Protocolo sobre Livre Circulação de Pessoas ao final da cúpula. Após a cúpula de Kigali de 2018, mais assinaturas foram adicionadas ao AfCFTA. Em julho do mesmo ano, durante a 31º Cúpula da União Africana, em Nouakchott, Serra Leoa, Namíbia, Lesoto, Essuatíni e África do Sul (segunda maior economia do continente) assinaram o acordo. Em fevereiro de 2019, Guiné Bissau, Zâmbia e Botswana também aderiram.
Quênia e Gana foram as primeiras nações a ratificar o AfCFTA, depositando sua ratificação em 10 de maio de 2018. Dos signatários, 22 precisavam fazer o depósito do instrumento de ratificação para que o acordo entrasse em vigor, e isso ocorreu quando Serra Leoa e a República Árabe Saaraui Democrática o fizeram em 29 de abril de 2019. A partir daí, o AfCFTA entrou formalmente em vigor 30 dias depois, em 30 de maio de 2019.
Àquela altura, apenas Benim, Nigéria (maior economia do continente) e Eritreia não haviam assinado o acordo. O presidente nigeriano Muhammadu Buhari estava particularmente relutante, receoso de que o AfCFTA causasse prejuízos a setores manufatureiros do país. Em julho de 2019, poucos meses após ser reeleito para um novo mandato, Buhari concordou em aderir ao acordo. No mesmo período, o governo beninense também assinou o AfCFTA, deixando a Eritreia como a única nação dos 55 estados-membros da UA a não tê-lo feito. Formalmente, a Eritreia não aderiu ao AfCFTA devido a um estado de guerra contínuo que mantinha com a Etiópia. Mas o impedimento à participação no acordo de livre comércio deixou de existir desde que os dois países selaram um acordo de paz para encerrar o conflito em 2018.
Até o final de abril de 2022, 43 dos 54 signatários (80%) depositaram seus instrumentos de ratificação do AfCFTA. Além disso, a Somália completou sua ratificação doméstica, mas ainda não havia feito o depósito do instrumento de ratificação junto à UA.

### Lista de signatários e partes do acordo
Status de Ratificação das Nações Africanas
- Atualizado até 27 de abril de 2022[47]

| País                           | Assinatura | Data da assinatura      | Ratificação | Data de ratificação     | Instrumentos depositados | Data de depósito        |
| ------------------------------ | ---------- | ----------------------- | ----------- | ----------------------- | ------------------------ | ----------------------- |
| África do Sul                  | Sim        | 02 de julho de 2018     | Sim         | 31 de janeiro de 2019   | Sim                      | 10 de fevereiro de 2019 |
| Angola                         | Sim        | 21 de março de 2018     | Sim         | 06 de outubro de 2020   | Sim                      | 04 de novembro de 2020  |
| Argélia                        | Sim        | 21 de março de 2018     | Sim         | 07 de junho de 2021     | Sim                      | 23 de junho de 2021     |
| Benim                          | Sim        | 07 de julho de 2019     | Não         |                         | Não                      |                         |
| Botswana                       | Sim        | 10 de fevereiro de 2019 | Não         |                         | Não                      |                         |
| Burquina Fasso                 | Sim        | 21 de março de 2018     | Sim         | 27 de maio de 2019      | Sim                      | 29 de maio de 2019      |
| Burundi                        | Sim        | 02 de julho de 2018     | Sim         | 17 de junho de 2021     | Sim                      | 26 de agosto de 2021    |
| Camarões                       | Sim        | 21 de março de 2018     | Sim         | 31 de janeiro de 2020   | Sim                      | 01 de dezembro de 2020  |
| Chade                          | Sim        | 21 de março de 2018     | Sim         | 29 de junho de 2018     | Sim                      | 02 de julho de 2018     |
| Cabo Verde                     | Sim        | 21 de março de 2018     | Sim         | 13 de novembro de 2020  | Sim                      | 05 de fevereiro de 2022 |
| Costa do Marfim                | Sim        | 21 de março de 2018     | Sim         | 13 de novembro de 2018  | Sim                      | 23 de novembro de 2018  |
| Comores                        | Sim        | 21 de março de 2018     | Não         |                         | Não                      |                         |
| Djibuti                        | Sim        | 21 de março de 2018     | Sim         | 05 de fevereiro de 2019 | Sim                      | 11 de fevereiro de 2019 |
| Egito                          | Sim        | 21 de março de 2018     | Sim         | 27 de fevereiro de 2019 | Sim                      | 08 de abril de 2019     |
| Eritreia                       | Não        |                         | Não         |                         | Não                      |                         |
| Essuatíni                      | Sim        | 21 de março de 2018     | Sim         | 21 de junho de 2018     | Sim                      | 02 de julho de 2018     |
| Etiópia                        | Sim        | 21 de março de 2018     | Sim         | 23 de março de 2019     | Sim                      | 10 de abril de 2019     |
| Gabão                          | Sim        | 21 de março de 2018     | Sim         | 02 de julho de 2019     | Sim                      | 07 de julho de 2019     |
| Gâmbia                         | Sim        | 21 de março de 2018     | Sim         | 11 de abril de 2019     | Sim                      | 16 de abril de 2019     |
| Gana                           | Sim        | 21 de março de 2018     | Sim         | 07 de maio de 2018      | Sim                      | 10 de maio de 2018      |
| Guiné                          | Sim        | 21 de março de 2018     | Sim         | 31 de julho de 2018     | Sim                      | 16 de outubro de 2018   |
| Guiné-Bissau                   | Sim        | 08 de fevereiro de 2019 | Não         |                         | Não                      |                         |
| Guiné Equatorial               | Sim        | 21 de março de 2018     | Sim         | 28 de junho de 2019     | Sim                      | 02 de julho de 2019     |
| Lesoto                         | Sim        | 02 de julho de 2018     | Sim         | 20 de outubro de 2020   | Sim                      | 27 de novembro de 2020  |
| Libéria                        | Sim        | 21 de março de 2018     | Não         |                         | Não                      |                         |
| Líbia                          | Sim        | 21 de março de 2018     | Não         |                         | Não                      |                         |
| Madagáscar                     | Sim        | 21 de março de 2018     | Não         |                         | Não                      |                         |
| Malawi                         | Sim        | 21 de março de 2018     | Sim         | 01 de novembro de 2020  | Sim                      | 15 de janeiro de 2021   |
| Mali                           | Sim        | 21 de março de 2018     | Sim         | 11 de janeiro de 2019   | Sim                      | 01 de fevereiro de 2019 |
| Marrocos                       | Sim        | 21 de março de 2018     | Sim         | 24 de fevereiro de 2022 | Sim                      | 18 de abril de 2022     |
| Ilhas Maurícias                | Sim        | 21 de março de 2018     | Sim         | 30 de setembro de 2019  | Sim                      | 07 de outubro de 2019   |
| Mauritânia                     | Sim        | 21 de março de 2018     | Sim         | 31 de janeiro de 2019   | Sim                      | 11 de fevereiro de 2019 |
| Moçambique                     | Sim        | 21 de março de 2018     | Não         |                         | Não                      |                         |
| Namíbia                        | Sim        | 02 de julho de 2018     | Sim         | 25 de janeiro de 2019   | Sim                      | 01 de fevereiro de 2019 |
| Níger                          | Sim        | 21 de março de 2018     | Sim         | 28 de maio de 2018      | Sim                      | 19 de junho de 2018     |
| Nigéria                        | Sim        | 07 de julho de 2019     | Sim         | 03 de dezembro de 2020  | Sim                      | 05 de dezembro de 2020  |
| Quênia                         | Sim        | 21 de março de 2018     | Sim         | 06 de maio de 2018      | Sim                      | 10 de maio de 2018      |
| República Centro-Africana      | Sim        | 21 de março de 2018     | Sim         | 09 de abril de 2020     | Sim                      | 22 de setembro de 2020  |
| República do Congo             | Sim        | 21 de março de 2018     | Sim         | 07 de fevereiro de 2019 | Sim                      | 10 de fevereiro de 2019 |
| República Democrática do Congo | Sim        | 21 de março de 2018     | Sim         | 28 de janeiro de 2022   | Sim                      | 23 de fevereiro de 2022 |
| Ruanda                         | Sim        | 21 de março de 2018     | Sim         | 25 de maio de 2018      | Sim                      | 26 de maio de 2018      |
| Saara Ocidental                | Sim        | 21 de março de 2018     | Sim         | 27 de abril de 2019     | Sim                      | 30 de abril de 2019     |
| São Tomé e Príncipe            | Sim        | 21 de março de 2018     | Sim         | 28 de maio de 2019      | Sim                      | 27 de junho de 2019     |
| Senegal                        | Sim        | 21 de março de 2018     | Sim         | 12 de março de 2019     | Sim                      | 02 de abril de 2019     |
| Seicheles                      | Sim        | 21 de março de 2018     | Sim         | 08 de julho de 2021     | Sim                      | 15 de setembro de 2021  |
| Serra Leoa                     | Sim        | 02 de julho de 2018     | Sim         | 19 de abril de 2019     | Sim                      | 30 de abril de 2019     |
| Somália                        | Sim        | 21 de março de 2018     | Não         |                         | Não                      |                         |
| Sudão do Sul                   | Sim        | 21 de março de 2018     | Não         |                         | Não                      |                         |
| Sudão                          | Sim        | 21 de março de 2018     | Não         |                         | Não                      |                         |
| Tanzânia                       | Sim        | 21 de março de 2018     | Sim         | 17 de janeiro de 2022   | Sim                      | 17 de janeiro de 2022   |
| Togo                           | Sim        | 21 de março de 2018     | Sim         | 09 de janeiro de 2019   | Sim                      | 02 de abril de 2019     |
| Tunísia                        | Sim        | 21 de março de 2018     | Sim         | 07 de setembro de 2020  | Sim                      | 27 de novembro de 2020  |
| Uganda                         | Sim        | 21 de março de 2018     | Sim         | 20 de novembro de 2018  | Sim                      | 09 de fevereiro de 2019 |
| Zâmbia                         | Sim        | 10 de fevereiro de 2019 | Sim         | 28 de janeiro de 2021   | Sim                      | 05 de fevereiro de 2021 |
| Zimbabwe                       | Sim        | 21 de março de 2018     | Sim         | 25 de abril de 2019     | Sim                      | 24 de maio de 2019      |